# Schefflera hainanensis
Schefflera hainanensis là một loài thực vật có hoa trong Họ Cuồng cuồng. Loài này được Merr. & Chun miêu tả khoa học đầu tiên năm 1935.